# Hôpital de Masaka
L’hôpital Masaka, au Rwanda, également connu sous le nom d’hôpital Masaka, est un établissement hospitalier général situé en zone  urbaine. Il a été construit entre 2008 et 2011 grâce à un financement du  gouvernement chinois, offert en cadeau au gouvernement du Rwandais.

## Emplacement
L’hôpital est situé dans le quartier de Masaka, à Kigali, la capitale et plus grande ville du  Rwanda. Il se trouve à environ 17 kilomètres à l’est du quartier central des affairesde  Kigali, par la route. Les coordonnées géographiques de l’hôpital Masaka sont : 01°59'30.0" S, 30°12'43.0" E (Latitude : -1.991667 ; Longitude : 30.211944).

## Aperçu
Le gouvernement chinois a conçu et construit cet hôpital en tant que cadeau au peuple rwandais. Achevé en 2011, l’établissement propose des services de médecine générale, d’urgence, de médecine traditionnelle chinoise, de dentisterie, de chirurgie orthopédique et de psychiatrie. Depuis juillet 2018, il est géré par une équipe de six médecins chinois, assistés d’un nombre plus restreint de médecins et de dentistes rwandais. À cette période, trois médecins rwandais poursuivaient des études de maîtrise en Chine, tandis qu’un dentiste, ayant obtenu une maîtrise en chirurgie dentaire, était revenu à l’hôpital « pour servir la communauté.
Parmi les autres disciplines proposées dans cet hôpital figurent les services de maternité, la médecine interne, la pédiatrie, l’imagerie médicale, la chirurgie générale, la prise en charge de la tuberculose, les services de nutrition, l’anesthésie générale, le traitement du VIH/SIDA ainsi que les soins ambulatoires.

## Population cible
L’hôpital est principalement destiné à desservir les résidents des district de Kicukiro, Gasabo et Rwamagana. Sa population cible est estimée entre 380 000 et 400 000 personnes. Il est directement administré par le ministère rwandais de la Santé.